# Радиолюбительские дипломы
Радиолюбительские дипломы — почётные награды, присуждаемые радиолюбителям — коротковолновикам и ультракоротковолновикам — за определённые достижения в любительской радиосвязи.

## Общие сведения
Радиолюбительские дипломы учреждают национальные и местные радиолюбительские ассоциации, профильные журналы и другие организации. Условия присуждения каждого диплома могут быть самыми разнообразными и определяются положением о дипломе.
Как правило, для получения диплома нужно провести известное количество связей (QSO) с любительскими радиостанциями определённых стран или территорий, иногда — за определённый срок, определёнными видами модуляции или на определённых диапазонах. Одни дипломы присуждаются постоянно, другие могут быть приурочены к памятным датам и событиям. Дипломы часто имеют несколько степеней. За выполнение условий высших степеней могут выдаваться специальные наклейки к диплому, плакетки, кубки, настенные доски и т. п.
Большинство дипломов выдаются не только за проведение двустороних связей, но и за радионаблюдения. Иногда для наблюдателей предусматривается специальный вариант диплома.
Факт выполнения условий претендент должен подтвердить, например, приложив к заявке QSL-карточки своих корреспондентов, заверенную выписку из аппаратного журнала своей радиостанции или отчет об участии в соревнованиях (также оговаривается положением). Встречаются, впрочем, дипломы, которые можно получить фактически под честное слово, просто подав заявку с выпиской из своего аппаратного журнала, например, дипломы Германского общества операторов-телеграфистов (AGCW-DL) или Североамериканского клуба радиотелеграфии малой мощности (North American QRP CW Club).
Большинство современных дипломов — платные, соискатель должен внести учредителю определённую сумму. Например, первичный сертификат DXCC (см. ниже) для членов Американской лиги радиолюбителей стоит 12 долларов США, а плакетка DXCC Challenge — 79 долл. плюс почтовые расходы; различные регалии диплома «Россия» стоят для российских радиолюбителей от 50 до 2400 руб.
С распространением электронного QSL-обмена появились и электронные дипломы (eAwards). Заявки на многие «бумажные» дипломы также можно подтверждать сведениями из сетевых систем QSL-обмена, например, LoTW и eQSL, и их список постоянно расширяется. В электронном виде можно получить и многие другие дипломы, притом в этом случае чаще всего бесплатно, например, дипломы российского радиотелеграфного клуба RCWC или радиоклуба «Пятый океан».

## Некоторые дипломы

### Россия
- «Россия» — учрежден Союзом радиолюбителей России (СРР). Присуждается за QSO с любительскими радиостанциями минимум 50 различных субъектов Российской Федерации, начиная с 12 июня 1991 г. Имеет варианты за QSO разными видами модуляции и на разных диапазонах. За выполнение особых условий присуждаются наклейки к диплому, Малая плакетка и Большая плакетка.
- «Россия на всех диапазонах» — учрежден СРР. Присуждается за QSO с 250 и более любительскими радиостанциями Российской Федерации, начиная с 12 июня 1991 г. За большее число корреспондентов присуждаются наклейки, плакетка и кубок «Золотая Россия» (за 1250 станций).
- Р-6-К («Работал с шестью континентами») — учрежден Центральным радиоклубом (ЦРК) СССР, сейчас вручается СРР за QSO со станциями всех континентов.
- Р-100-Р («Работал со 100 станциями России») — учрежден СРР. Присуждается за QSO со 100 различными радиостанциями Российской Федерации, начиная с 12 июня 1991 г. Является аналогом существовавшего в советское время диплома R-100-U («Работал со 100 станциями СССР»).
- Р-150-С («Работал со 150 странами») — дипломная программа, учрежденная СРР на основе диплома ЦРК с тем же названием. Состоит из 15 дипломов, четырёх плакеток, кубка и Трофея. Дипломы присуждается за проведение QSO с любительскими радиостанциями 150 различных стран и территорий мира по списку, утвержденному СРР, отдельно по диапазонам и видам излучения. За каждые 50 стран сверх 150, за QSO со всеми странами, выполнение условий на диапазоне 2 м или через спутник выдаются наклейки и плакетки. Кубок и Трофей присуждаются соответственно за 2000 и 2500 QSO с разными странами по списку диплома, причем каждая страна засчитывается один раз на каждом диапазоне.
- RAEM — учрежден ЦРК СССР в 1972 г. в память об Э. Т. Кренкеле. Присуждается за QSO с советскими (российскими) станциями, находящимися за Северным и Южным полярным кругом и мемориальными станциями, работавшими в честь юбилеев Э. Т. Кренкеля. До 2006 г. в зачет шли только CW QSO (телеграфом), так как Кренкель считал владение азбукой Морзе безусловно необходимым навыком для любого радиста. В настоящее время присуждается СРР и имеет две степени — базовую (за QSO телеграфом или телефоном) и почётную (исключительно телеграфом).
- RDA («Russian District Award») — международная дипломная программа. Включает ряд наград за установление связи с как можно большим числом административных районов России.[8]

### США
- WAC (Worked All Continents, «Работал со всеми континентами») — первый диплом в мире. Учрежден в 1926 г. Американской лигой радиолюбителей (ARRL), первоначально только для своих членов. С 1930 г. присуждается Международным радиолюбительский союзом (IARU) за QSO со станциями всех шести континентов, причем соискатель должен провести все связи, находясь в одной стране и на одном континенте[9][10].
- DXCC (DX Century Club, «Клуб сотни DX») — дипломная программа Американской лиги радиолюбителей, существует с 1937 г. Минимальное требование для вступления в «Клуб» — провести QSO со 100 странами мира по специальному списку (на январь 2018 года в нём 340 объектов — стран и регионов[11]). Программа включает множество разных дипломов и других наград, в том числе за QSO на одном или всех КВ диапазонах, разными видами модуляции, малой мощностью передатчика (QRP DXCC), через спутник (Satellite DXCC), со всеми странами из списка и т. д. Ежегодно одному коротковолновику присуждается Кубок ДеСото (DeSoto Cup) в память об инициаторе создания DXCC Клинтоне ДеСото (W1CBD).[12] Претендент должен либо предъявить QSL-карточки специальному уполномоченному (они назначаются из числа радиолюбителей и есть во многих странах), либо оформить заявку через электронную систему подтверждения связей LOTW (за это взимается отдельная плата). DXCC — одна из самых престижных радиолюбительских наград в мире. Список стран DXCC используется в некоторых других дипломных программах со сходными условиями.
- WAZ (Worked All Zones, «Работал со всеми зонами») — одна из дипломных программ журнала CQ Amateur Radio. По условиям диплома весь мир поделен на 40 условных зон, диплом присуждается за QSO со станциями каждой из них. Есть варианты диплома по диапазонам, видам модуляции, за связи через спутники и с отражением сигнала от Луны (EME QSO), специальные награды за особые достижения[13]. Диплом учрежден в 1934 г. и настолько популярен, что на QSL-карточках, как правило, указывают номер зоны по карте WAZ.
- WAS (Worked All States, «Работал со всеми штатами») — присуждается Американской лигой радиолюбителей за QSO с 50 штатами США.

### Украина
- URDA — учрежден Лигой радиолюбителей Украины (ЛРУ), присуждается за связи со 100 административными районами Украины. За каждую следующую сотню районов выдается наклейка к диплому, за связи со всеми 758 районами — доска «Honor Roll URDA».[14]
- UARL — учрежден ЛРУ, присуждается за QSO с 50, 75, 100 и 500 членами ЛРУ (базовый, бронзовый, серебряный и золотой диплом соответственно). Диплом бесплатный, оплачивается только пересылка.
- UDXA — дипломная программа ЛРУ, в принципе аналогичная американской DXCC (используется список стран DXCC), но украинские дипломы обходятся претенденту в несколько раз дешевле.
- «Кобзар» — дипломная программа Черкасского областного радиоклуба и общества радиолюбителей-коротковолновиков «Тикич». Включает ряд дипломов, вымпелов и других наград за связи с радиолюбителями Черкасской области и других мест, связанных с именем Т. Г. Шевченко.[15]
- W-UR-FF — диплом Лиги радиолюбителей Украины (ЛРУ). Присуждается за связи со станциями, работающими из заповедников и национальных парков Украины. Имеет три степени: простой, серебряный и золотой. Диплом бесплатный, дипломант оплачивает только пересылку[16].
- Green Ukraine — дипломная программа Национальной программы «Українська Флора Фауна» (UFF). Дипломы выдаются за связи с радиоэкспедициями, работающими с территорий природно-заповедного фонда Украины.[17]

### Великобритания
- IOTA (Islands On The Air, «Острова в эфире») — дипломная программа Общества радиолюбителей Великобритании (en:Radio Society Of Great Britain). Минимальные требования — QSO со 100 островами земного шара. Список островов, идущих в зачет, издается в виде книги, которую нужно купить, чтобы впоследствии получить диплом.[18][19]
- WAB (Worked All Britain, «Работал со всей Британией») — дипломная программа организации The Worked All Britain Awards Group, которая ставит своей целью помощь «менее удачливым» радиолюбителям и радиолюбительским обществам, популяризацию любительского радио в Великобритании и Северной Ирландии и благотворительность вообще. Организация существует с 1969 года. В основе дипломов этой программы — координатные сетки, введенные Британским и Ирландским картографическими управлениями, а также административное деление Великобритании и Северной Ирландии. Организация содействует организации радиоэкспедиций, а также проводит регулярные соревнования.[20][21]

### Германия
- DLD (Deutschland-Diplom, «Германский диплом») — диплом Германского радиолюбительского клуба (DARC), присуждается за QSO со 100 и более (до 1000) членами DARC. Имеет ряд классов — с бронзовым, серебряным, золотым значком и гравированным значком славы[22].

### Франция
- DUF (Diplome de l’Univers Francophone, «Диплом франкоязычного мира») — диплом Союза радиолюбителей Франции (REF-Union). Присуждается за QSO (или наблюдения) со станциями франкоязычных стран и территорий по установленному списку. Имеет четыре степени, низшая требует провести QSO с 5 странами на трёх континентах, высшая — с 20 странами на шести континентах. Отдельный диплом 5BDUF за связи на пяти КВ диапазонах, медаль DUF за особые достижения.[23]

### Польша
- Fryderyk Chopin 2010 Award — приурочен к Году Шопена[24]. Для его получения нужно было набрать 2010 баллов, начисляемых за связи с польскими радиолюбителями в течение 2010 года. Наибольшее количество баллов давали QSO с мемориальными станциями со специальными позывными, работающими в честь 200-летия Ф. Шопена (SO200FCM, SO0CHOPIN, 3Z200CHOPIN и другими)[25].

### Австралия
- MPK (Milliwatt per Kilometer, «Милливатт на километр») — диплом, для получения которого достаточно провести только одну связь. Диплом имеет шесть разрядов, в каждом установлена максимальная мощность передатчика и минимальное расстояние между корреспондентами. Для разряда «A» мощность должна быть не больше 10 мВт, а дистанция — не меньше 100 км (0,1 милливатта на километр); для разряда «F» — 5 Вт и 10 000 км соответственно (0,5 милливатта на километр). Если за одну связь выполнены условия сразу нескольких разрядов — они все будут присуждены. Станция, выполнившая условия всех шести разрядов, получает специальную награду — «All Sections Award».[26]